# 香港中小企業
香港中小企業泛指香港的中型及小型企業。根據香港政府的定義，中小企業是指聘用少於100名員工的製造業公司和聘用少於50名員工的非製造業公司。
至2006年3月，香港約有27萬1,000間中小企業，佔香港商業單位總數98%以上，僱用員工接近118萬人。中小企業，主要從事進出口貿易業務，亦有批發、零售、飲食及酒店業機構。

## 在經濟體系中存在的原因及其角色
- 提供就業機會
- 培訓通才人才
- 分判功能支持大企業
- 促進自由競爭
- 提供革新意念
- 促進經濟增長

## 資料來源
- 何謂中小企業？ 工業貿易署中小企業支援與諮詢中心

## 外部連結
- 工業貿易署中小企業支援與諮詢中心 （页面存档备份，存于）
- 香港中小企(中小型企業) （页面存档备份，存于） 貿發網tdctrade.com
- 香港中小型企業總商會(原名：香港中小型企業商會) （页面存档备份，存于）
- 香港中小企業總會 （页面存档备份，存于）
- 物流交易通 （页面存档备份，存于）
- 香港找找看 （页面存档备份，存于）